# Георгієво
Гео́ргієво (рос. Георгиево) — село у складі Афанасьєвського району Кіровської області, Росія. Входить до складу Бісеровського сільського поселення.
Населення становить 182 особи (2010, 211 у 2002).
Національний склад станом на 2002 рік — росіяни 100 %.